# Cantonul Maurepas
Cantonul Maurepas este un canton din arondismentul Rambouillet, departamentul Yvelines, regiunea Île-de-France , Franța.

## Comune
- Coignières
- Élancourt
- Maurepas (reședință)
- La Verrière